# 心音 (中島みゆきの曲)
「心音」（しんおん）は、日本のシンガーソングライターである中島みゆきの楽曲。アニメーション映画『アリスとテレスのまぼろし工場』の主題歌として書き下ろされ、自身初となるアニメソングを手がけた楽曲である。
2023年9月13日にヤマハミュージックコミュニケーションズから、中島の48作目のシングルとしてリリースされた。

## 背景
2021年の秋ごろに、アルバム『世界が違って見える日』のアルバムジャケットの撮影を行っている際、中島のもとに『アリスとテレスのまぼろし工場』の監督である岡田麿里から楽曲の提供依頼の手紙が届いたという。中島はアニメを見たことがないだけではなく、ゲームの知識も全くなかったため、当初は困惑したものの、台本を目を通した中島は、「最後まで読み終わらないうちにどっぷり岡田麿里様のしもべとなっておりました」と感動し提供することを決意したと同時に、「『この台本、好きです！』と言うのが精一杯でした。まるで中学生の片想いレベルです」とコメントを発表している。
2023年7月27日に、『アリスとテレスのまぼろし工場』の予告映像が解禁され、同時に「心音」の音源も公開された。

## ディスクジャケット
ディスクジャケットは、描き下ろしイラストとなっており、主人公である五実が描かれている。これは、中島のスタッフの依頼によって実現したもので、その話を聞いた中島は「血の気が引きました。なんという厚かましいお願いでしょう。ひれ伏して御礼申し上げるばかりです」とコメントしている。

## リリース
2023年9月13日にヤマハミュージックコミュニケーションズから、横山克が劇伴を手がけたサウンドトラック『『アリスとテレスのまぼろし工場』オリジナルサウンドトラック』と同時に発売された。

## 収録曲
| 全作詞・作曲: 中島みゆき、全編曲: 瀬尾一三。 |                        |            |            |      |
| #                                            | タイトル               | 作詞       | 作曲・編曲 | 時間 |
| 1.                                           | 「心音」               | 中島みゆき | 中島みゆき | 5:28 |
| 2.                                           | 「有謬の者共」         | 中島みゆき | 中島みゆき | 5:46 |
| 3.                                           | 「心音」(TV MIX)       | 中島みゆき | 中島みゆき | 5:27 |
| 4.                                           | 「有謬の者共」(TV MIX) | 中島みゆき | 中島みゆき | 5:46 |
| 合計時間:                                    | 合計時間:              | 22:27      |            |      |

## 収録アルバム
| # | 曲名     | 収録作品                                                       | 発売日        | 備考                                                                 |
| - | -------- | -------------------------------------------------------------- | ------------- | -------------------------------------------------------------------- |
| 1 | 「心音」 | 『『アリスとテレスのまぼろし工場』オリジナルサウンドトラック』 | 2023年9月13日 | アニメーション映画『アリスとテレスのまぼろし工場』のサウンドトラック |

## チャート
| チャート                                | 最高 順位 | 出典  |
| --------------------------------------- | --------- | ----- |
| 日本・オリコン 週間CDシングルランキング | 15        | [ 1 ] |
| Billboard Japan Hot 100                 | 96        | [ 2 ] |
| Billboard Japan Download Songs          | 16        | [ 3 ] |